# Lijst van afleveringen van Checkpoint (seizoen 9)
Dit is een lijst van afleveringen van Checkpoint van seizoen 9. In de schema's staan de gestelde vraagstukken aangegeven, de getrokken conclusie en notities van de test.

## Inleiding
Voor het eerst in vier jaar zendt Checkpoint in 2014 weer twee seizoenen uit. Het negende seizoen van Checkpoint gaat dat jaar op 30 augustus van start, in tegenstelling tot seizoenen 7 en 8 echter niet met een premièrefeest.
Ook verandert dit seizoen de samenstelling van het testteam. Arjan en Dico verlaten de groep. Het team wordt echter weer aangevuld door Dave. Hierdoor zijn er in het negende seizoen acht testteamleden.
De bekende Jongens vs. Meiden, De Klapper Van De Week en De Kracht Van Veel keren weer terug. De rubriek Handleidingen krijgt in een ietwat andere vorm een vervolg onder de titel Wat als je het toch doet?. Tevens nemen de testteamleden het, net als in seizoen 7, weer een aantal keer op tegen jongeren uit verschillende buitenlanden. Dit seizoen zijn dat China, Italië, Amerika en Engeland. Er zijn echter ook twee nieuwe rubrieken: Rally-auto en Natuurramp.
Op 6 september 2014 werd de seizoenscompilatie van seizoen 8 herhaald.

## Samenstelling testteam
- Tom Berserik
- Myrthe Busch
- Ghino Girbaran
- Remy Hogenboom
- Dzifa Kusenuh
- Luara Prins
- Pascal Tan
- Dave Wai

## Afleveringen

### Aflevering 1
Uitzenddatum: 30 augustus 2014

#### Wat Als? → Dakkoffer
| Wat als...                                          | Notities |
| --------------------------------------------------- | --- |
| ...de dakkoffer op een auto te zwaar wordt beladen? | Presentator Klaas en testteamleden Ghino en Tom belaadden een dakkoffer op een auto, die eigenlijk berekend was op een gewicht van 50 kilo, met 500 kilo aan gewicht door betonnen stenen en golfballen, waardoor de auto topzwaar werd. Vervolgens lieten ze een autocoureur ermee slippen. De auto sloeg over de kop. |

#### Skateboard
In deze test werden methoden getest om vooruit te komen op een skateboard zonder daar zelf al te veel energie in te steken.
| Methode                                               | Notities |
| ----------------------------------------------------- | --- |
| Vooruit laten trekken door hond.                      | Bij deze deeltest deed Remy een poging om zich op een skateboard door een hond vooruit te laten trekken. Hiervoor hield hij een worstje voor de hond en doordat hij erachteraan zou gaan, zou Remy vooruit getrokken worden. Hij kwam wel vooruit, maar het werd niet als een echte oplossing beschouwd. |
| Kleine propellermotor op het skateboard monteren.     | Hiervoor werd er een motor van een modelvliegtuig op het skateboard gemonteerd. De motor werd aangezwengeld en door gas te geven, kwam Pascal op het skateboard vooruit. De propeller werd echter te gevaarlijk gevonden voor fatsoenlijk gebruik.                                                       |
| Motor van een kettingzaag op het skateboard monteren. | Als laatste werd de motor van een kettingzaag gebruikt om vooruit te komen. Deze was gekoppeld aan de achteras van het skateboard. Remy testte het apparaat uit en hij kwam goed vooruit. Dit werd beschouwd als de ultieme oplossing om vooruit te komen op een skateboard.                             |

#### J/M → Off Road
Bij deze editie van Jongens vs Meiden werd uitgezocht wie er het beste offroad konden rijden, de jongens of de meiden.
| Uitdaging                                    | Winnaar  | Notities |
| -------------------------------------------- | -------- | --- |
| Ballonnen stukrijden over hindernisparcours. | Jongens. | Bij de eerste deeltest was er een hindernisparcours opgebouwd dat de testteamleden af moesten leggen. Over het hele parcours waren ballonnen neergelegd en de bedoeling was om daar zo veel mogelijk van kapot te rijden. De jongens gingen als eerste. Zij reden er 33 kapot, de meiden 19. |
| Auto uit de modder trekken.                  | Meiden.  | Ook bij de tweede deeltest moest er een parcours worden afgelegd. Het noemenswaardige element uit dit parcours, was dat halverwege de auto uit de modder getrokken moest worden. Hiervoor moest er een touw via een boom naar de lier van de auto getrokken worden. De meiden gingen als eerste en zij hadden 9'57" minuten nodig om de klus te klaren. De boom die de jongens aanvankelijk kozen, bleek dood te zijn en brak af. Met het touw langs een andere boom geslagen deden zij er 14'42" minuten over. |
| Geblinddoekt rijden.                         | Jongens. | Bij de finale deeltest moesten de testteamleden weer een parcours afleggen. Op het parcours waren drie vlaggen uitgezet, die neergehaald moesten worden. De bestuurders waren echter geblinddoekt en waren dus afhankelijk van de aanwijzingen van hun teamgenoot. De jongens deden er 5 minuten over om alle vlaggen naar beneden te halen. De meiden hadden 7'04" minuten nodig. |
| Uiteindelijke winnaar.                       | Jongens. | Eindstand: 2-1. Getrokken conclusie: de mannen zijn het beste offroad. |

#### De Klapper V/D Week → Boot
| Situatie.                              | Geluidssterkte knal. | Notities |
| -------------------------------------- | -------------------- | --- |
| Het vallen van een boot in een bassin. | 92,5 dB.             | Bij deze test stonden er 3 bassins tegen elkaar waar een jacht in werd gedropt door Klaas en testteamleden Tom en Dave. Dit schip plofte op het water met een klap van 92,5 dB. |

### Aflevering 2
Uitzenddatum: 13 september 2014

#### Rally-auto → Bruidstaart
| Vraag                                                              | Antwoord | Notities |
| ------------------------------------------------------------------ | -------- | --- |
| Is het mogelijk om een bruidstaart te vervoeren met een rallyauto? | Ja.      | Ghino kreeg de opdracht om een bruidstaart in een rallyauto te vervoeren voor bruidspaar Pascal en Dzifa. Ghino nam daarvoor plaats in een rallyauto die met volle snelheid over een parcours reed. De taart kwam heel aan. |

#### Wc-papier
In deze test vergeleken testteamleden Pascal en Ghino goedkoop toiletpapier met duur toiletpapier. Uitgangspunt was uitzoeken welk van de twee beter was.
| Vraag                                            | Conclusie     | Notities |
| ------------------------------------------------ | ------------- | --- |
| Welk wc-papier is het zachtst?                   | Het dure.     | Pascal werd geblinddoekt de loods binnengebracht, met nog geen idee wat er zou gebeuren. Door mede-testteamlid Ghino en presentator Klaas werd hij na elkaar op twee matrassen van wc-papier gejonast. Hij vond het dure toiletpapier zachter aanvoelen. Vervolgens werden er een aantal puppy's losgelaten op het toiletpapier om te kijken waar zij voor kozen. Ook zij kozen voor het dure toiletpapier. |
| Welk wc-papier is het sterkst?                   | Het goedkope. | Voor de tweede deeltest werden er een aantal frames met vellen wc papier bespannen en achter elkaar opgesteld. Vervolgens werd er met behulp van een compressor een kunstvinger (ingevroren knakworst met kunstnagel) richting de frames geschoten om te kijken door hoeveel vellen wc-papier hij zou gaan. Bij de goedkope variant schoot de vinger door drie vellen, bij de dure door vier.               |
| Welk wc-papier kan het beste remsporen uitvegen? | Het goedkope. | Als laatste creëerde presentator Klaas met behulp van een auto een remspoor op de straat. Ghino en Pascal moesten elk met goedkoop of duur toiletpapier proberen om dit remspoor zo goed mogelijk weg te poetsen. Bij de goedkope ging dit aanzienlijk beter. |
| Uiteindelijke winnaar.                           | Het goedkope. | Eindstand: 2-1. |

#### Nederland v/s China
In deze test namen testteamleden Pascal en Luara het op tegen twee jongeren uit China.
| Uitdaging                       | Winnaar     | Notities |
| ------------------------------- | ----------- | --- |
| Sambal eten.                    | Gelijkspel. | In de eerste deeltest was het de bedoeling om een aantal happen sambal naar binnen te werken. Deze werden steeds pikanter. Uiteindelijk kreeg zowel Nederland als China alle hapjes naar binnen. |
| Riksja rijden.                  | Nederland.  | Bij het tweede onderdeel moest er een riksja beladen worden met zo veel mogelijk bagage en deze moest vervolgens over een parcours naar de finish gereden worden. De bedoeling was om met zo veel mogelijk dozen over de finish te komen. China kwam als eerste binnen en kreeg daarvoor een bonus van vijf dozen. Ze verloren deze bonus echter ook weer omdat ze een doos met breekbare spullen, die eigenlijk boven op de stapeling meegenomen had moeten worden, niet bovenop lag. Nederland had overduidelijk meer dozen en won daarmee dit onderdeel. |
| Vuurwerk afsteken met heftruck. | China.      | Bij de laatste proef stonden de eetstokjes centraal. Twee sterk uitvergroote eetstokjes werden aan het uitrustingsstuk van een heftruck bevestigd. Daarmee moest een sterk uitvergroot aansteeklont worden opgepakt waarmee een duizendklapper kon worden afgestoken. Nederland ging als eerste en zij hadden 7'21" minuten nodig om de klus te klaren. China had duidelijk problemen met de bediening met de heftruck. Desondanks slaagden ze in een tijd van 5'44" minuten in hun opdracht en brachten het overall resultaat op een gelijkspel.           |
| Uiteindelijke winnaar.          | Gelijkspel. | Eindstand: 2-2. |

#### Klapper V/D Week → Gasfles
| Situatie.                    | Geluidssterkte knal. | Notities |
| ---------------------------- | -------------------- | --- |
| Een gaspatroon dat ontploft. | 95,9 dB.             | Bij deze test werd er een gaspatroon in een open vuur geplaatst totdat het ontplofte. De knal was 95,9 dB luid. |

### Aflevering 3
Uitzenddatum: 20 september 2014

#### Wat als je het toch doet? → Plassen op schrikdraad
| Wat als...                         | Notities |
| ---------------------------------- | --- |
| ...je tegen schrikdraad aan plast? | Voor deze test plasten Tom en Pascal op een stuk schrikdraad. Hoewel het vermogen op dit schrikdraad zeer laag was, kregen zowel Tom als Pascal een harde stroomstoot. Plassen op schrikdraad, en met name schrikdraad dat langs weilanden staat en een veel hoger vermogen heeft, wordt dan ook sterk afgeraden. |

#### Natuurramp → Bosbrand
In dit item testten testteamleden Tom en Ghino en presentator Klaas uit waar men het beste kan gaan staan in een stacaravan als men overvallen wordt door een bosbrand.
| Natuurramp | Notities |
| ---------- | --- |
| Bosbrand   | In dit item werden drie paspoppen geplaatst in de stacaravan. Eén lag gewoon op de bank, een tweede onder water in een badkuip en de laatste in de koelkast. Vervolgens werd de caravan in brand gestoken. De paspoppen overleefden geen van drieën en de conclusie was dan ook om snel weg te wezen als dit in het echt zou gebeuren. |

#### Jongens vs Meiden → Doorbijten
Bij deze editie van Jongens vs Meiden werd uitgezocht wie de beste doorbijters waren, de jongens of de meiden.
| Uitdaging                     | Winnaar     | Notities |
| ----------------------------- | ----------- | --- |
| Ballast houden aan oorlellen. | Gelijkspel. | Bij het eerste onderdeel stond de pijngrens centraal. Er werd er een klemmetje aan de oorlellen van Ghino en Myrthe gehangen waaraan een touw met een emmer hing. Deze emmer werd iedere 30 seconden met een halve liter water bijgevuld door Tom en Luara. Degene die als eerste zou opgeven, had verloren. Uiteindelijk, toen beide emmers met 2 liter water waren gevuld en ze het beiden nog hielden, werd er een gelijkspel uitgeroepen.                                            |
| In een stinkende auto zitten. | Gelijkspel. | Bij de tweede deeltest namen Ghino en Luara plaats in een auto, waar via het ventilatiesysteem allemaal vieze geuren in geblazen werden, veroorzaakt door onder andere rotte eieren, karnemelk en uitwerpselen, die door Tom en Myrthe door een systeem van buizen en een pan met kokend water in de auto werden gestuurd. De bedoeling voor Luara en Ghino was om zo lang mogelijk te blijven zitten. Uiteindelijk hielden zowel Luara als Ghino het beiden de maximale 10 minuten vol. |
| Zo lang mogelijk hangen.      | Meiden.     | Bij de finale deeltest moesten Myrthe en Ghino zo lang mogelijk aan een balk blijven hangen die naar boven in de loods werd opgehesen. Myrthe ging als eerste en zij bleef 11'36" minuten hangen, Ghino moest na 7'11" minuten zijn verlies erkennen. |
| Uiteindelijke winnaar.        | Meiden.     | Eindstand: 3-2. Getrokken conclusie: de meiden zijn de betere doorbijters. |

#### Klapper V/D Week → Weerballon
| Situatie.                 | Geluidssterkte knal. | Notities |
| ------------------------- | -------------------- | --- |
| Een weerballon die knapt. | 99,2 dB.             | Bij deze test zou er, met behulp van een bladblazer in een afgesloten auto, een weerballon opgepompt worden totdat 'ie zou knappen. Echter: toen de weerballon na ruim 12,5 minuten pompen 3,5 keer de normale grootte had bereikt, werd besloten om de weerballon door te prikken door er een lat met spijkers heen te gooien. De knal was 99,2 dB luid. |

### Aflevering 4
Uitzenddatum: 27 september 2014

#### Rally-auto → Pannenkoeken
| Vraag                                                            | Antwoord | Notities |
| ---------------------------------------------------------------- | -------- | --- |
| Is het mogelijk om pannenkoekenbeslag te maken in een rallyauto? | Nee.     | In dit item probeerde Pascal pannenkoekenbeslag te maken terwijl hij met hoge snelheid werd gereden in een rallyauto. Maar door de enorme snelheid van de auto vlogen de ingrediënten gelijk weer uit de beslagkom zo gauw Pascal ze erin probeerde te doen. Uiteindelijk lukte het hem niet. |

#### Voetballen in de regen
In deze test werd gekeken wat de beste manier is om droog te voetballen terwijl het regent.
| Oplossing               | Notities |
| ----------------------- | --- |
| Binnen voetballen.      | Als eerste gingen presentator Klaas en testteamleden Pascal en Remy in een woonkamer voetballen. Toen ze in hun fanatisme een aantal vazen aan scherven schoten, werd geconcludeerd dat binnen voetballen geen optie was. |
| Doorzichtige paraplu's. | Bij de tweede deeltest werden er een aantal kinderen bij gehaald om deel te nemen aan de rest van de test. Pascal en Remy bevestigden doorzichtige oma-paraplu's aan een aantal rugzakken, waardoor iedereen een paraplu boven zijn hoofd had tijdens het voetballen en toch de handen vrij. De broek werd echter nog wel nat door de regenplassen. |
| Dekzeil.                | Als laatste werd er een enorm groot dekzeil over het trapveld heen gelegd en met een bladblazer volgepompt met lucht. Hieronder werd een voetbalwedstrijd gespeeld. De regen kwam niet door het zeil heen en iedereen bleef droog. |

#### Jongens vs Meiden → Klimmen en Klauteren
Bij deze editie van Jongens vs Meiden werd uitgezocht wie het beste konden klimmen en klauteren, de jongens of de meiden.
| Uitdaging                               | Winnaar  | Notities |
| --------------------------------------- | -------- | --- |
| Gebouw beklimmen.                       | Jongens. | Als eerste kregen Pascal en Dzifa de opdracht om zo snel mogelijk een gebouw te beklimmen. Het eerste stuk langs een regenpijp en daarna verder omhoog met een touwladder. Op het dak van het gebouw lag een flare klaar. De tijd zou gestopt worden als deze flare werd aangestoken. Pascal deed er 49 seconden over om het gebouw te beklimmen, Dzifa 2'01" minuten.                                                       |
| Door een kettingbotsing heen klauteren. | Jongens. | Bij deze deeltest kregen Pascal en Dzifa versterking van Remy en Luara. Met behulp van een lichtsnoer was er een route uitgezet door, over en onder auto's door die in een kettingbotsing op elkaar stonden. Aan de andere kant van dit parcours stond een zwaailicht op een zeecontainer, degene die deze het eerste zou inschakelen, zou gewonnen hebben. De meiden deden er 5'06" minuten over, de jongens 2'13" minuten. |
| Klimpark.                               | Jongens. | Deze deeltest was opgenomen in het klimpark van Omnivents. Hier hingen drie sleutels en de bedoeling was om langs alle delen van het parcours te klimmen om de sleutels te pakken te krijgen. Met die sleutels zou dan een kist geopend kunnen worden met een toeter om de tijd stil te laten zetten. De jongens hadden 12'06" minuten nodig om de toeter te laten klinken. Bij de meiden duurde het 17'08" minuten.         |
| Uiteindelijke winnaar.                  | Jongens. | Eindstand: 3-0. |

#### Knaller V/D Week → Vuilcontainer
| Situatie.                                                       | Geluidssterkte knal. | Notities |
| --------------------------------------------------------------- | -------------------- | --- |
| Een volle vuilcontainer die van een hijskraan op de grond valt. | 103 dB.              | Een vuilcontainer werd volgegooid met puin en golfballen, 25 meter omhoog getakeld en vervolgens gedropt. De metalen bak raakte de betonnen grond met een 103 dB harde doffe klap. |

### Aflevering 5
Uitzenddatum: 4 oktober 2014

#### Wat als je het toch doet? → Frituurvet
| Wat als...                                                    | Notities |
| ------------------------------------------------------------- | --- |
| ...je een heleboel bevroren snacks in een hete frituur stopt? | Pascal en Tom en presentator Klaas lieten een grote hoeveelheid bevroren frikandellen in een pan vol heet frituurvet zakken. Onmiddellijk ontstond er een gigantische steekvlam. |

#### Natuurramp → Aardbeving
In dit item testten testteamleden Tom en Pascal en presentator Klaas uit waar men het beste heen kan gaan als men overvallen wordt door een aardbeving.
| Natuurramp  | Notities |
| ----------- | --- |
| Aardbeving. | Drie paspoppen werden geplaatst op verschillende plaatsen in een stacaravan. De eerste pop werd op de bank gelegd, de tweede onder de tafel en de derde in de deuropening. Met behulp van een heftruck werd de caravan vervolgens aan het schudden gebracht. De pop op de bank en onder de tafel liepen beiden aanzienlijke schade op, maar de pop in de deuropening bleef nagenoeg ongehavend. De deuropening werd dan ook gekozen als beste plaats om te gaan staan, alhoewel naar buiten rennen ook nog altijd ook nog altijd een goede optie zou zijn. |

#### Nederland vs Italië
In deze test namen testteamleden Pascal en Dzifa het op tegen twee jongeren uit Italië.
| Uitdaging                  | Winnaar | Notities |
| -------------------------- | ------- | --- |
| Toren bouwen.              | Italië. | In de eerste deeltest stond de Toren van Pisa centraal. Het was het de bedoeling een toren te bouwen door pallets en tonnen op elkaar te stapelen. Vervolgens werd de toren met behulp van een krik steeds schever gezet om te kijken wanneer hij om zou vallen. Bij Nederland viel de toren al om voordat hij klaar was. Italië kreeg de toren wel klaar en op de krik bleek ook dat de toren nog behoorlijk scheef kon staan voordat hij neerging.                     |
| Vliegtuig bouwen.          | Italië. | Leonardo da Vinci was het thema van deze tweede deeltest. De testteamleden kregen 20 minuten de tijd om een vliegtuig in elkaar te knutselen. Hierbij werd de nationale vlag gebruikt als doek. Uiteindelijk werd dit vliegtoestel vanuit een hoogwerker geworpen en moest deze zo ver mogelijk komen. Het vliegtuig van Italië kwam een aanzienlijk eind verder. |
| Groenten snijden met auto. | Italië. | Voor de laatste deeltest werd er een auto genomen waar op de zijkant een mes gemonteerd was. Hiermee moest een parcours gereden worden en onderweg moesten er, met het mes, een aantal groenten gesneden worden die langs het parcours stonden opgesteld op pylonnen. Iedere groente die gemist werd of iedere pion die omviel, leverde strafseconden op. Nederland deed er 3'45" minuten over. Maar met 1'55" minuten zette Italië ook deze laatste proef op zijn naam. |
| Uiteindelijke winnaar.     | Italië. | Eindstand: 3-0. |

#### Klapper V/D Week →Trektouwtjes
| Situatie.                                             | Geluidssterkte knal. | Notities |
| ----------------------------------------------------- | -------------------- | --- |
| Een grote hoeveelheid trektouwtjes op elkaar geplakt. | 106,3 dB             | In deze test plakten testteamleden Pascal en Tom met presentator Klaas een grote hoeveelheid trektouwtjes op elkaar. Met behulp van een auto werd dit geheel uit elkaar getrokken. De klap was 106,3 dB luid en bleek daarmee de luidste van het hele seizoen te zijn. |

### Aflevering 6
Uitzenddatum: 11 oktober 2014

#### Rally-auto → Schminken
| Vraag                                                    | Antwoord | Notities |
| -------------------------------------------------------- | -------- | --- |
| Is het mogelijk om jezelf te schminken in een rallyauto? | Ja.      | Dzifa kreeg de opdracht om als clown zich te schminken terwijl ze met hoge snelheid in een rallyauto werd rondgereden. Dit lukte haar. |

#### Hoogspringen met hulpmiddelen
In deze test werd gekeken wat de beste methode is om hoger te springen.
| Methode       | Notities |
| ------------- | --- |
| Schokbrekers. | Als eerste kreeg Ghino een paar schokbrekers uit een auto onder zijn voeten, die als een soort springveer moesten dienen. Hij probeerde ermee te springen, maar kwam niet hoger dan wanneer hij het zonder zou doen. |
| Brandblusser. | Vervolgens kreeg Pascal een brandblusser op zijn rug om hoger te kunnen springen. Hoewel het er spectaculair uitzag, werkte ook dit niet.                                                                            |
| Tegengewicht. | Als laatste werden er twee emmers zand aan Ghino gehangen die samen even zwaar waren als hijzelf. Toen hij sprong, kwam hij aanzienlijk hoger.                                                                       |

#### Jongens vs Meiden → Formule 1
Bij deze editie van Jongens vs Meiden werd uitgezocht wie er het beste waren in de Formule 1, de jongens of de meiden. Deze test werd gedaan op het Circuit Park Zandvoort.
| Uitdaging                         | Winnaar | Notities |
| --------------------------------- | ------- | --- |
| Champagnespuiten.                 | Meiden. | Ghino en Luara kregen de opdracht om zo veel mogelijk champagne uit een fles te spuiten in een bokaal. Ghino ging als eerste en hij kreeg er 20 ml in. Luara versloeg Ghino echter met 58 ml.                                                                     |
| Wiel verwisselen bij een pitstop. | Meiden. | Bij de tweede deeltest was het de bedoeling om een wiel te verwisselen bij een raceauto. Luara ging als eerste en zij had 1'27" minuten nodig om de taak uit te voeren. Ghino kon deze prestatie niet evenaren; pas na 2'14" minuten had hij het wiel verwisseld. |
| Racen.                            | Meiden. | Als laatste moesten Ghino en Luara tegen elkaar racen op een autocircuit. Ghino ging als eerste en hij had 2'06" minuten nodig om de finish te bereiken. Luara klopte Ghino echter met 2'01" minuten.                                                             |
| Uiteindelijke winnaar.            | Meiden. | Eindstand: 3-0. |

#### De Kracht Van Veel → Water
| Product              | Notities |
| -------------------- | --- |
| Duizend liter water. | Er werd een zak met 1000 liter water boven de auto opgehezen. Dit water werd losgelaten. Door de enorme kracht sloeg de voorruit eruit en werd het dak gigantisch ingedrukt. |

### Aflevering 7
Uitzenddatum: 18 oktober 2014

#### Wat als je het toch doet → Wasdroger
| Wat als...                                       | Notities |
| ------------------------------------------------ | --- |
| ...je ontvlambaar wasgoed in de wasdroger stopt? | Tom, Pascal en presentator Klaas stopten met wasbenzine doordrenkt wasgoed in de wasdroger en zetten het apparaat aan. Verwacht werd dat dit zou ontbranden, maar de machine werd niet warm genoeg. Uiteindelijk werd er een kortsluiting geforceerd. De machine ontplofte en vatte vlam. |

#### Natuurramp → Hagelbui
In dit item testten testteamleden Tom en Remy en presentator Klaas uit waar men het beste heen kan gaan als men overvallen wordt door een hagelbui.
| Natuurramp | Notities |
| ---------- | --- |
| Hagelbui.  | Er werden drie paspoppen in stelling gebracht gelegd in en rond een stacaravan. De eerste pop werd op de bank gelegd, de tweede buiten in de tuin en de derde onder de tafel. Vervolgens werd een hagelbui geïmiteerd door grote brokken steen en ijs dwars door het dak van de stacaravan te gooien en ook op de pop die in de tuin stond. Deze pop raakte zwaar beschadigd. Ook de pop die op de bank in de caravan lag liep flinke schade op. De pop die onder de tafel lag, kwam er het beste vanaf. |

#### Jongens vs Meiden → Vissen
Bij deze editie van Jongens vs Meiden werd uitgezocht wie het beste konden vissen, de jongens of de meiden.
| Uitdaging                          | Winnaar  | Notities |
| ---------------------------------- | -------- | --- |
| Wormen zoeken.                     | Meiden.  | Bij de eerste deeltest kregen de jongens en de meiden 7 minuten de tijd om zo veel mogelijk wormen te zoeken. Ze mochten gedurende deze tijd ook één minuut gebruikmaken van een vork. Uiteindelijk hadden de meiden aanzienlijk meer wormen bij elkaar dan de jongens. |
| Vissen.                            | Meiden.  | Vervolgens moesten de testteamleden gaan vissen. Ze kregen 20 minuten de tijd om zo veel mogelijk vissen te vangen. De meiden waren goed op dreef en haalden uiteindelijk vijf vissen binnen. De jongens hadden meer tijd nodig om beet te krijgen. Zij eindigden uiteindelijk op drie vissen. |
| Een ton met vissticks binnenhalen. | Jongens. | In de finale werd er een ton met vissticks in een haven neergelegd. De testteamleden moesten deze met een boot binnenhalen en aan de kant brengen. De jongens hadden 3'51" minuten nodig om dit te doen. De meiden slaagden niet in hun taak en werden na 16 minuten weggesleept door presentator Klaas. Het maakte echter geen verschil meer voor de totaalwinst, aangezien zij de vorige twee deeltests al in hun voordeel hadden beslist en zij dus al zeker waren van de totaalwinst. |
| Uiteindelijke winnaar.             | Meiden.  | Eindstand: 2-1. Getrokken conclusie: als het gaat om de vraag wie de beste vissers zijn, moet je de meiden hebben. |

#### Klapper V/D Week → Garagedeur
| Situatie.                         | Geluidssterkte knal. | Notities |
| --------------------------------- | -------------------- | --- |
| Een voetbal tegen een garagedeur. | 94,3 dB              | In deze test deden Remy, Tom en presentator Klaas een aantal pogingen om een voetbal zo hard mogelijk tegen een garagedeur aan te trappen. Uiteindelijk had Klaas de hardste klap met 93,2 dB. Er werd echter een voetbalkanon bij gehaald dat de bal met 100 km/h tegen de garagedeur knalde. Deze klap was 94,3 dB luid. |

### Aflevering 8
Uitzenddatum: 25 oktober 2014

#### Rally-auto → Spaargeld tellen
| Vraag                                                     | Antwoord                                           | Notities |
| --------------------------------------------------------- | -------------------------------------------------- | --- |
| Is het mogelijk om spaargeld te tellen in een rally-auto? | Ja, maar er moet geen gewoonte gemaakt van worden. | Pascal kreeg de opdracht om geld uit een spaarpot te halen, te tellen en weer terug te stoppen. Het geld lag uiteindelijk over de gehele vloer heen. Toen hem na afloop gevraagd werd hoeveel geld er in het spaarvarken zat, bleek zijn schatting nog verrassend dichtbij te liggen. |

#### Lijm vs Tape
In deze test werd of je voor een aantal zaken beter lijm of tape kon gebruiken.
| Uitdaging                     | Winnaar | Notities |
| ----------------------------- | ------- | --- |
| Been harsen.                  | Tape.   | Bij de eerste deeltest kregen Tom en Pascal de opdracht om de benen van een wielrenner te harsen met lijm en met tape. Voor lijm werd een klem gebruikt die aan een paar haren werd vastgeplakt, voor tape een stripje duct tape. De tape bleek dit het beste te doen. |
| Vastplakken aan plafond.      | Lijm.   | Als tweede werd Pascal aan een speciaal geprepareerd plafond vastgeplakt met eerst tape en vervolgens lijm. Hangend aan de tape viel Pascal direct naar beneden, met de lijm bleef hij langere tijd hangen.                                                            |
| Spullen aan auto vastplakken. | Tape.   | Bij de laatste deeltest werden er een aantal voorwerpen aan een auto vastgeplakt. Vervolgens legde presentator Klaas er een parcours mee af, dat eindigde met een noodstop. Bij de tape bleven de meeste voorwerpen aan de auto vast zitten.                           |

#### Nederland vs Amerika
In deze test namen testteamleden Pascal en Myrthe het op tegen twee jongeren uit de Verenigde Staten.
| Uitdaging              | Winnaar    | Notities |
| ---------------------- | ---------- | --- |
| Hamburgers stapelen.   | Amerika.   | In de eerste deeltest kregen de testteamleden 5 minuten de tijd om een zo hoog mogelijke hamburger te bouwen. Bij het stopzetten hadden de Amerikanen een goede toren van 31 centimeter hoog. De toren van de Nederlanders ging gelijk neer. |
| Truckersrace.          | Nederland. | Hier was het de bedoeling om met een Amerikaanse vrachtwagen over een parcours heen te rijden. Zowel Amerika als Nederland had problemen met het schakelen van het voertuig. Amerika haalde de finish na 31 seconden. Nederland was 3 seconden sneller en won daarmee. |
| American Football.     | Nederland. | De finale werd opgenomen op het speelveld van Arnhem Falcons. Hier moesten de jongens uit beide teams met een football over het veld rennen en een zo groot mogelijke afstand afleggen voordat ze werden overmeesterd door tegenstanders. De meiden stonden aan de kant als cheerleaders. De Amerikanen gingen als eerste en zij legden 35 yards af. De Nederlanders wonnen echter met 45 yards. |
| Uiteindelijke winnaar. | Nederland. | Eindstand: 2-1. |

#### De Kracht Van Veel → Deobussen
| Product              | Notities |
| -------------------- | --- |
| Zeventien deobussen. | In dit laatste item van de uitzending waren er 17 deobussen in een constructie rondom een brandende kaars opgesteld. Deze werden aan het spuiten gebracht. Er ontstond een gigantische vlam. |

### Aflevering 9
Uitzenddatum: 8 november 2014.

#### Wat als je het toch doet? → Ping-pong ballen
| Wat als...                             | Notities |
| -------------------------------------- | --- |
| ...je pingpongballen in de fik steekt? | Een enorme lading pingpongballen werd in brand gestoken. Het celluloid verbrandde met een gigantisch vuur waarbij ook een grote hoeveelheid giftige dampen vrijkwamen. |

#### Pimp je speeltuin
In dit item werden test werden methoden getest om de verschillende toestellen in een speeltuin leuker te maken.
| Speeltoestel | Notities |
| ------------ | --- |
| Draaimolen.  | Het eerste speeltoestel dat onder de loep werd genomen, was de draaimolen. Daar waar er normaliter geduwd moest worden om het toestel in beweging te krijgen, werden er nu twee bladblazers aan de molen gemonteerd, waardoor hij automatisch kon ronddraaien. |
| Glijbaan.    | Als tweede werd de glijbaan gepimpt. Met behulp van een heleboel zeeppompjes werd er zeep op de glijbaan gedaan, waardoor Tom aanzienlijk sneller van de glijbaan kwam dan zonder.                                                                             |
| Kabelbaan.   | Voor de laatste deeltest werd een paar inline skates gebruikt, dat ondersteboven aan de kabel werd gehangen. Vervolgens werd Remy hierin gehesen, waardoor hij de kabelbaan ondersteboven kon afleggen.                                                        |

#### Jongens vs Meiden → Passen en meten
Bij deze editie van Jongens vs Meiden werd uitgezocht wie het beste konden passen en meten, de jongens of de meiden.
| Uitdaging                                | Winnaar  | Notities |
| ---------------------------------------- | -------- | --- |
| Fiets in elkaar puzzelen.                | Jongens. | Bij de eerste opdracht stonden een heleboel losse fietsonderdelen centraal. De bedoeling was om deze onderdelen met behulp van duct tape te vermaken tot een berijdbare fiets. De jongens gingen als eerste en zij hadden 7'34" minuten nodig om de klus te klaren. De meiden finishten pas na 10'33" minuten. |
| Jezelf kopiëren.                         | Meiden.  | In deze tweede deeltest was het de bedoeling dat de jongens en de meiden zichzelf kopieerden met een kopieerapparaat. Hiertoe moesten ze hun lichaam stukje bij beetje op het kopieerapparaat leggen en vervolgens de geprinte vellen in elkaar puzzelen tot een volledig portret. Geen van beide portretten lukte fatsoenlijk, maar de meiden werden tot winnaar uitgeroepen vanwege een snellere tijd (14'14" minuten tegen 14'23" minuten). Doordat de stand nu 1-1 was, zou de laatste deeltest allesbeslissend zijn. |
| Een auto in een parkeervak laten vallen. | Meiden.  | Als finale stonden er twee auto's tegen elkaar aan geparkeerd. Een derde hing aan een hijskraan hierboven en die moest tussen die twee auto's geparkeerd worden. De bedoeling was om de twee auto's uit elkaar te duwen, zodat de derde auto er precies tussen paste. Degene die het minste verschil had met deze juiste afstand, zou winnaar zijn. De jongens hadden 52 centimeter verschil, de meiden wonnen met 31,5.                                                                                                  |
| Uiteindelijke winnaar.                   | Meiden.  | Eindstand: 2-1. Getrokken conclusie: als het gaat om de vraag wie er het beste kunnen passen en meten, moet je de meiden hebben. |

#### De Kracht Van Veel → Ballonnen
| Product        | Notities |
| -------------- | --- |
| 150 ballonnen. | Om de kracht van veel ballonnen uit te testen werden er 150 ballonnen opgeblazen en op een plaat vastgezet. Vervolgens werd er (via een tweede plaat daarbovenop) een auto op de ballonnen gezet. De ballonnen hielden het gewicht van de auto, zelfs toen testteamlid Dave erin plaatsnam. Vervolgens werd er een laserpen gebruikt om de ballonnen door te branden, totdat ze het gewicht van de auto uiteindelijk niet meer hielden. |

### Aflevering 10
Uitzenddatum: 15 november 2014

#### Rally-auto → Vlaflip
| Vraag                                                     | Antwoord | Notities |
| --------------------------------------------------------- | -------- | --- |
| Is het mogelijk om een vlaflip te maken in een rallyauto? | Ja.      | Dzifa kreeg de opdracht om een vlaflip te maken terwijl ze met hoge snelheid in een rallyauto werd rondgereden. Ze slaagde hierin. |

#### Sterker worden
In deze test werd gekeken wat de beste methode is om sterker te worden zonder al te veel inspanning.
| Methode             | Notities |
| ------------------- | --- |
| Spinazie eten.      | Als eerste werd de klassieke methode uit de strips en tekenfilms van Popeye onder de loep genomen: spinazie. Remy kreeg de opdracht om een halter van 60 kilo drie keer op te drukken. Aanvankelijk lukte dit hem niet, maar nadat hij een week lang aan een dieet van spinazie werd gezet, slaagde hij er wel in. |
| Onder stroom staan. | De tweede deeltest werd met Tom gedaan en bestond uit dat hij onder stroom zou worden gezet om zijn spieren te 'activeren'. Zijn opdracht was om een emmer van 30 kilogram aan een nagebouwd fitnesstoestel drie keer omhoog te drukken. Voordat hij onder stroom werd gezet, slaagde hij er niet in om de emmer omhoog te krijgen, nadat hij onder stroom was gezet, lukte het hem, zij het met enige moeite, wel.                                                          |
| Adrenaline.         | Ook de laatste deeltest werd door Tom gedaan. Hij moest zo snel mogelijk een auto over een parcours trekken en dit lukte hem in 48 seconden. Daarna werd hij in een heuse chillruimte neergelegd om volledig tot rust te komen. Wat hij echter niet wist, was dat Remy en presentator Klaas hem bruut uit zijn rust zouden verstoren, waardoor hij heel veel adrenaline door zich heen zou krijgen. Met deze adrenalinestoot trok hij de auto in 41 seconden over de finish. |

#### Nederland vs Engeland
In deze test namen testteamleden Tom en Luara het op tegen twee jongeren uit Engeland.
| Uitdaging                                     | Winnaar    | Notities |
| --------------------------------------------- | ---------- | --- |
| Erewacht zijn.                                | Nederland. | Bij de eerste deeltest werden het Nederlandse als het Engelse landenteam een voor een verkleed als erewacht en moesten ze zo lang mogelijk hun gezicht in de plooi weten te houden. De tegenpartij probeerde dit te bemoeilijken. Degene die als snelste zou gaan lachen, had verloren. Engeland hield dit 4'11" minuten vol, maar Nederland bleef 5'18" minuten staan en won daarmee. |
| Darten uit een auto.                          | Engeland.  | Vervolgens moesten zowel het Nederlandse als het Engelse landenteam in een aangepaste auto, waar één teamlid het gaspedaal bediende en het tweede moest sturen, een parcours afleggen. Langs het parcours stonden een aantal dartborden opgesteld waar een dartpijl in gegooid moest worden. Een dartbord missen of een op het parcours opgestelde pion raken, zou strafseconden opleveren. Inclusief tweemaal 20 seconden straftijd voor Nederland waren de eindtijden: 6'09" minuten voor Nederland en 4'58" minuten voor Engeland.                              |
| Spullen voor high tea uit dubbeldekker halen. | Engeland.  | In het laatste onderdeel stond een Londense dubbeldekker centraal. In deze rode bus lagen verschillende onderdelen van een high tea verstopt. Eén teamlid moest deze uit de bus halen, de andere nam deze aan en moest daarmee een ladder oplopen om een high tea tafel te dekken. Ieder voorwerp dat verkeerd werd neergezet, leverde straftijd op. De Nederlanders hadden uiteindelijk 40 seconden straftijd, de Engelsen geen. Inclusief 40 seconden straftijd voor Nederland waren de eindtijden: 8'04" minuten voor Nederland en 6'16" minuten voor Engeland. |
| Uiteindelijke winnaar.                        | Engeland.  | Eindstand: 2-1. Getrokken conclusie: als het gaat om de vraag wie er het beste zijn in de Britse tradities, dan zijn dat de Britten zelf. |

#### Klapper V/D Week → Plastic Zak
| Situatie.                                                         | Geluidssterkte knal. | Notities |
| ----------------------------------------------------------------- | -------------------- | --- |
| Enorme plastic zak die wordt stukgeslagen door een vallende auto. | 102,5 dB             | Deze klapper van de week was gebaseerd op het opblazen van een plastic zak en het stuk slaan ervan. Een gigantische plastic zak werd opgeblazen en vervolgens werd er een auto op gedropt om hem te laten klappen. De klap van 102,5 dB luid. |

### Aflevering 11
Uitzenddatum: 22 november 2014

#### Wat als je het toch doet? → Likken in vrieskou
| Wat als...                                  | Notities |
| ------------------------------------------- | --- |
| ...je met je tong aan een lantaarnpaal zit? | Voor deze test werd er de ijzeren paal van een verkeersbord extreem bevroren in een -73 graden koude vriezer. Zowel Tom als Dave likten aan deze paal en ze bleven met hun tong vast zitten. Met behulp van warm water werden ze nadien weer losgehaald, maar opgemerkt werd dat als men dit in het echt zou doen en geen warm water bij zich zou hebben, men dan goed de sjaak zou zijn. |

#### Meer met je smartphone
In dit item werden methoden getest om meer uit een smartphone te halen.
| Onderwerp                              | Notities |
| -------------------------------------- | --- |
| Telefoon opnemen met handschoenen aan. | Voor de eerste deeltest werd gekeken hoe men al fietsend de telefoon kon opnemen met handschoenen aan. Hiertoe werden de microfoon en de luidspreker van de telefoon in de handschoen vastgemaakt. Door met de hand een vuist te maken, kon de telefoon opgenomen worden en door de handschoen als telefoon aan het oor te houden, kon het gesprek gevoerd worden.       |
| Groter scherm.                         | Vervolgens werd het probleem van het kleine scherm, ook in letterlijke zin, onder de loep genomen. Met behulp van een doos en de lens van een vergrootglas werd een eigen beamer gemaakt waarin de telefoon geplaatst kon worden. Het beeld van de telefoon scheen door de lens op de muur en gaf inderdaad een groter scherm.                                           |
| Close-ups nemen.                       | Tot slot werd een poging gedaan om met een smartphone extreme close-ups te nemen. De testteamleden bouwden een constructie met als belangrijkste onderdeel de kleine lens uit een laserpen. Hierdoorheen werd de lens van de smartphone gericht. Door daar vervolgens een object (munt, insect, druppel bloed) onder te leggen, kon een extreme close-up gemaakt worden. |

#### Jongens vs Meiden → Fietsen
Bij deze editie van Jongens vs Meiden werd uitgezocht wie het beste waren op de fiets, de jongens of de meiden. Deze test werd opgenomen in het SFA Bikepark in Doetinchem.
| Uitdaging              | Winnaar  | Notities |
| ---------------------- | -------- | --- |
| Remmen.                | Meiden.  | Als eerste was het de bedoeling om een zo lang mogelijk remspoor achter te laten op een speciaal gemarkeerd vlak. Dzifa vertegenwoordigde hier de meiden. Zij ging als eerste en liet een remspoor van 3,30 meter achter. Ghino, die de jongens vertegenwoordigde, slaagde er niet in deze prestatie te evenaren; hij kwam niet verder dan 3,15 meter.                    |
| Tandemfietsen.         | Meiden.  | Voor het tweede onderdeel kreeg Dzifa versterking van Luara en werd Pascal ingezet om Ghino te versterken. Ze moesten in een zo kort mogelijk tijdsbestek een parcours afleggen op een tandem. De jongens gingen als eerste en zij deden er 1'21" minuten over om de eindstreep te passeren. De meiden echter finishten reeds na 49 seconden.                             |
| Backflip.              | Jongens. | Omdat de meiden reeds met 2-0 voor stonden op de jongens, stond de totaaloverwinning op dit punt al vast. Toch werd er nog een derde deeltest uitgevoerd voor de eer. Luara en Pascal moesten elk op de fiets een sprong met backflip maken. Hun sprongen werden beoordeeld door een deskundige en die bepaalde dat Pascal (voor de jongens) de beste sprong had gemaakt. |
| Uiteindelijke winnaar. | Meiden.  | Eindstand: 2-1. Getrokken conclusie: als het gaat om de vraag wie er het best kunnen ongaan met de fiets in zijn algemeenheid, moet je bij de meiden zijn. |

#### Klapper V/D Week → Natrium In Wc
| Situatie.                             | Geluidssterkte knal. | Notities |
| ------------------------------------- | -------------------- | --- |
| De ontploffing van natrium in een wc. | 102,9 dB             | Deze klapper van de week was gebaseerd op de heftige chemische reactie van natrium met water. Een aanzienlijke hoeveelheid natrium werd op afstand in een wc ondergedompeld, waardoor er een explosie plaatsvond. Deze explosie was 102,9 dB luid en sloeg ook een gat in de wc-pot. |

### Aflevering 12
Uitzenddatum: 29 november 2014

#### Rally-auto → Kleuren
| Vraag                                                             | Antwoord | Notities |
| ----------------------------------------------------------------- | -------- | --- |
| Is het mogelijk om een kleurplaat in te kleuren in een rallyauto? | Nee.     | In deze editie van Rally-auto probeerde Dzifa een kleuren op nummer-tekening met verf in te kleuren, terwijl ze met hoge snelheid in een rallyauto werd rondgereden. Het lukte haar niet. |

#### Checkpoint Missie Postpakket
| Onderwerp                                    | Notities |
| -------------------------------------------- | --- |
| Jezelf met de post naar het pretpark sturen. | In deze test, die gedurende de aflevering in twee delen werd vertoond, werd een poging gedaan om testteamlid Pascal gratis het Familiepark Drievliet in Den Haag binnen te smokkelen door hem in een pakket op te sturen zonder postzegels. Voordat dit gedaan werd, stuurden presentator Klaas en testteam eerst een appel naar zichzelf om te kijken hoe dat zou gaan. Aan de binnenkant van dit pakketje werden punaises geprikt om de zwakke punten te vinden. De volgende dag kwam de appel gehavend aan. Geconcludeerd werd dan ook dat, om Pascal veilig te kunnen wegsturen, de binnenkant zacht moest zijn en hij goed moest kunnen zitten. Tegelijk met de appel werd er ook een pakket met een gps-signaal naar Drievliet gestuurd om te kijken hoe hij zou gaan en hoelang het ongeveer kon duren. Toen alles duidelijk was, bouwde het drietal het grote postpakket om Pascal in weg te sturen. Deze kist werd voorzien van een zetel, een tablet voor de communicatie, een plastuit en ook van een noodvoorraad zuurstof. Het pakket met Pascal werd opgehaald door de post en kwam uiteindelijk na zo'n 6 uur, via het distributiecentrum van de bezorgdienst in Amersfoort, aan bij Drievliet. De ontvangers tekenden voor het pakket en haalden het ook binnen, waardoor Pascal inderdaad gratis toegang tot het attractiepark had verkregen. |

#### Gebakken aardappels
| Onderwerp                                           | Notities |
| --------------------------------------------------- | --- |
| Gebakken aardappels klaarmaken met klusgereedschap. | In dit korte item werd een poging gedaan om met behulp van klusgereedschap gebakken aardappels klaar te maken. Eerst werd er een wc-borstel op een boormachine aangebracht om de aardappels te schillen. Vervolgens werden ze tot chips geraspt met behulp van een houtschaaf en uiteindelijk werden ze op een bouwlamp gebakken. Ze bleken goed te eten. |

#### De Kracht Van Veel
| Product    | Notities |
| ---------- | --- |
| Mankracht. | In het laatste item van seizoen 9 voor de seizoenscompilatie werd een poging gedaan om met veel mankracht een wegrijdende raceauto tegen te houden. Dit lukte, zowel met piepende banden als met geleidelijk aan optrekken. |

### Aflevering 13
Uitzenddatum: 6 december 2014
In deze laatste aflevering werd een compilatie vertoond van de beste fragmenten uit het negende seizoen. Er werd een compilatie vertoond van de beste tests uit verschillende rubrieken. Begonnen werd met een compilatie van de test Skateboard (afl. 1).

#### Wat als je het toch doet?
Dit werd gevolgd door een compilatie van de rubriek Wat als je het toch doet?. De edities waren: de dakkoffer, het frituurvet (afl. 5), het schrikdraad (afl. 3).

#### Rally-auto
Daarna volgde een compilatie van de rubriek Rally-auto, met korte fragmenten uit de edities met de bruidstaart (afl. 2), de vlaflip (afl. 10) en de pannenkoekenmix (afl. 4).

#### De Kracht Van Veel
Een daaropvolgende compilatie van De Kracht Van Veel bestond uit de edities met de ballonnen (afl. 9), de raceauto (afl. 12) en het water (afl. 6).

#### Nederland vs
Ook voor de rubriek Nederland vs, die dat seizoen afwisselend met Jongens vs Meiden was gedaan, werd een compilatie getoond. Te zien was het vuurwerk afsteken met de heftruck tegen China (afl. 2) en de truckerrace en American Football tegen Amerika (afl. 8).

#### Jongens vs Meiden
Vervolgens werd er een compilatie getoond van jongens/meidentests. Dit waren: het passen en meten (afl. 9), vissen (afl. 7), doorbijten (afl. 3), off-road (afl. 1), Formule 1 (afl. 6) en fietsen (afl. 11). Vervolgens werd de seizoensuitslag gegeven. Er is geen enkele test gelijk geëindigd, maar de meeste jongens/meidentests werden door de meiden gewonnen - vijf. De jongens wonnen twee maal.

#### De Klapper Van De Week
Als laatste werd de hardste klapper bekendgemaakt in De Klapper Van De Week. Dit bleek uiteindelijk de bundel trektouwtjes (afl. 5) te zijn met een geluidsniveau van 106,3 dB.

## Kijkcijfers zaterdagafleveringen
| Datum             | Aantal kijkers | Marktaandeel |
| ----------------- | -------------- | ------------ |
| 30 augustus 2014  | 178.000        | 17,3%        |
| 6 september 2014  | 179.000        | 18,0%        |
| 13 september 2014 | 130.000        | 14,6%        |
| 20 september 2014 | 252.000        | 26,1%        |
| 27 september 2014 | 165.000        | 17,0%        |
| 4 oktober 2014    | 165.000        | 16,5%        |
| 11 oktober 2014   | 192.000        | 16,9%        |
| 18 oktober 2014   | 230.000        | 21,0%        |
| 25 oktober 2014   | 108.000        | 11,4%        |
| *1 november 2014  | 125.000        | 12,3%        |
| 8 november 2014   | 150.000        | 15,8%        |
| 15 november 2014  | 202.000        | 17,8%        |
| 22 november 2014  | 133.000        | 14,7%        |
| 29 november 2014  | 171.000        | 16,7%        |
| 6 december 2014   | 167.000        | 15,0%        |